# Macey (Manche)
Macey is een plaats en voormalige gemeente in het Franse departement Manche in de regio Normandië en telt 110 inwoners (2009). De plaats maakt deel uit van het arrondissement Avranches.

## Geschiedenis
Op 1 januari 2016 werd Macey opgenomen in de gemeente Pontorson, die daarmee de status van commune nouvelle kreeg. 

## Geografie
De oppervlakte van Macey bedraagt 5,7 km², de bevolkingsdichtheid is dus 19,3 inwoners per km².
De onderstaande kaart toont de ligging van Macey (Manche) met de belangrijkste infrastructuur en aangrenzende gemeenten.

## Demografie
Onderstaande figuur toont het verloop van het inwonertal (bron: INSEE-tellingen).